# Temple Allemand

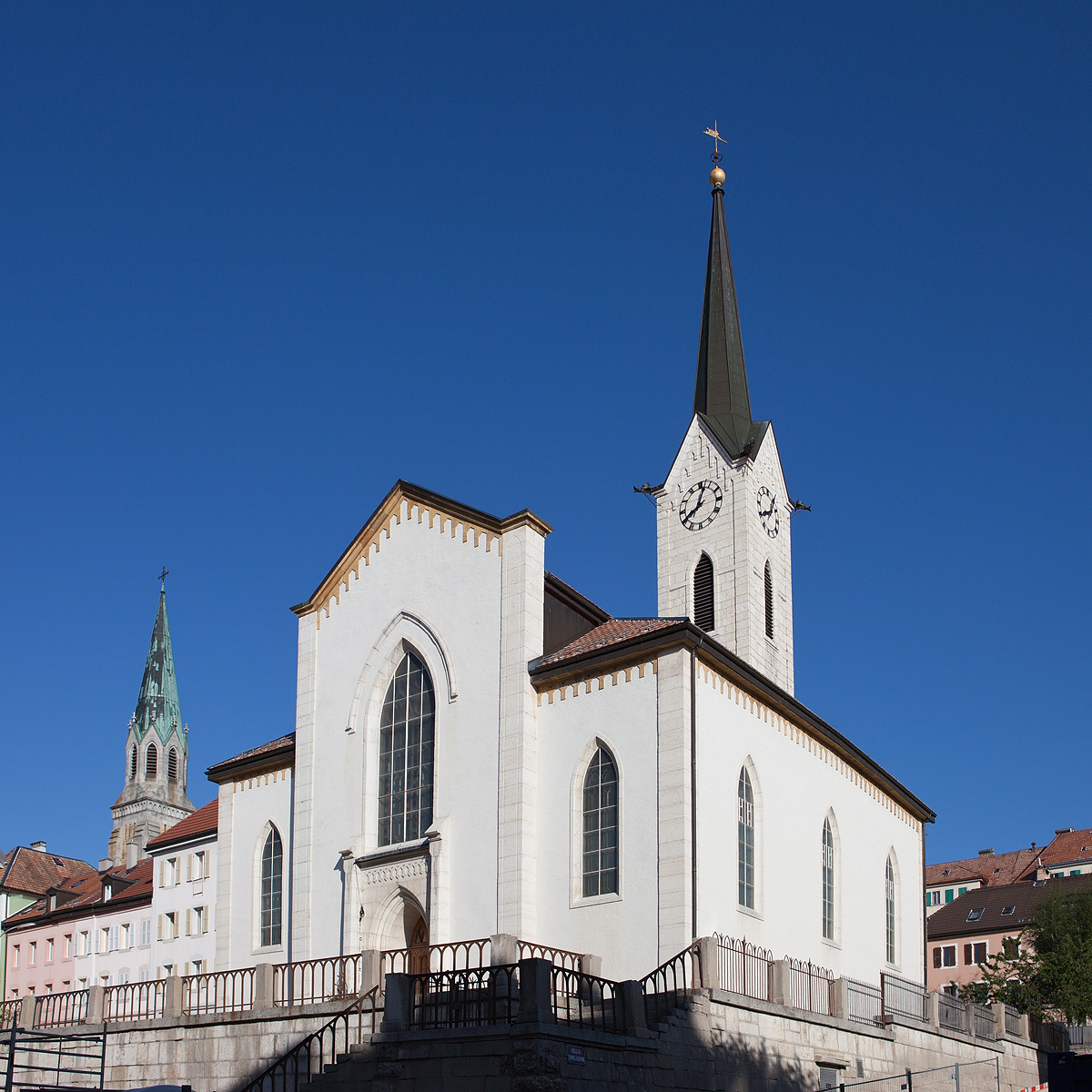
Der Temple Allemand an der Rue du Progrès 12

Der Temple Allemand ist eine ehemalige reformierte Kirche und heutiges Theatergebäude in der Schweizer Stadt La Chaux-de-Fonds und als solche Teil des UNESCO-Welterbes. Seit der Einführung der Reformation 1536 unter dem Calvin-Mitarbeiter Guillaume Farel heissen reformierte Kirchen in La Chaux-de-Fonds Temple. Allemand bezieht sich nicht auf die Deutschen, sondern auf die Deutschschweizer, für die diese Kirche gebaut wurde.

## Geschichte
In der ersten Hälfte des 19. Jahrhunderts zogen zahlreiche Deutschschweizer Bauernfamilien in die Umgebung. So wurde das nahe La Ferrière fast vollständig deutschsprachig. Zunehmend nahmen sie Arbeit in der Uhrenindustrie an und zogen in die Stadt, wo die Bewohner um 1850 zu fast 30 % Deutsch sprachen. 
Ab 1841 wurde Geld gesammelt und 1852 waren die Bauarbeiten an der Kirche abgeschlossen. 1869 wurde die umgebende Terrasse gebaut. 1880/1881 kam der Kirchturm dazu. Der preussische Monarch hatte bei einem Besuch in La Chaux-de-Fonds am 28. September 1842 persönlich seinen Segen für das Bauvorhaben gegeben, zumal das Fürstentum Neuenburg bis zum Neuenburgerhandel 1856/1857 formal zu Preussen gehörte. Eigentliche Bewohner Preussens liessen sich aber kaum in der Stadt nieder.
Die grosse deutschsprachige Minderheit führte bei Behörden und Bevölkerung zu einer Furcht vor einer schleichenden «Germanisierung». Ihre Schulen und Kirchgemeinden waren umstritten, weshalb sie bereits ab den 1850er Jahren nach dem Prinzip der «Territorialität der Sprache» in frankophone Institutionen integriert wurden. Die finanzielle Unterstützung durch den Kanton ab 1855 wurde 1873 eingestellt, nachdem sie zuvor nur widerwillig bezahlt wurde. Weil die französischsprachige Zuwanderung stieg, zerstreuten sich solche Ängste. Im Verlauf der Generationen verloren die meisten ihre Deutschsprachigkeit.
Mit der Krise der Uhrenindustrie in den 1970er Jahren ging die Zahl der Protestanten deutlich zurück und auch der Temple Allemand musste umgenutzt werden. 1986 kaufte die Stadt das Gebäude und übertrug es der Nutzung durch das Centre de culture ABC, das dort vor allem Theater aufführt. ABC ist die Kurzform von Amateur-Bühne Chaux-de-Fonds, eines zuerst deutschsprachigen Laientheater-Ensembles, das 1967 im Keller der Kirche zu proben begann.